# Omul din stele
Omul din stele (în engleză: Starman) este un film de fantezie științifico-fantastic din 1984 regizat de John Carpenter, care prezintă povestea unui extraterestru (Jeff Bridges), care a venit pe Pământ ca răspuns la invitația găsită pe înregistrarea din sonda spațială Voyager 2.
Scenariul a fost scris de Bruce A. Evans, Raynold Gideon și Riesner Dean (nemenționat). Bridges a fost nominalizat la Premiul Oscar pentru cel mai bun actor pentru rolul său din acest film. Pe baza filmului s-a realizat un serial scurt de televiziune cu același nume, în 1986, în care au jucat Robert Hays și Christopher Daniel Barnes.

## Prezentare
Ca răspuns la mesajul pământenilor de pe Discul de Aur de pe Voyager, o civilizație extraterestră trimite o navă pe Pământ. Cu toate acestea, avioanele militare americane, după ce au detectat un obiect neidentificat pe cer, îl doboară. Un extraterestru reușește să supraviețuiască coliziunii navei cu solul și se îndreaptă spre cea mai apropiată casă, în care tânăra văduvă Jenny suferă după soțul mort Scott. După ce a revizuit albumul cu fotografii și videoclipurile, precum și după ce a găsit un fir de păr al lui Scott, extraterestrul reușește să ia înfățișarea lui Scott, copiindu-l complet la nivel genetic.
După ce și-a contactat semenii, străinul raportează accidentul și, de asemenea, află că trebuie să ajungă într-un anumit loc din Arizona în cel mult trei zile pentru a avea timp să se întoarcă acasă cu ai săi. Luând-o forțat pe Jenny cu el, pleacă într-o călătorie cu mașina și este urmărit de armată, poliție și cercetători.
Pe drum, el ajunge în diverse situații curioase din cauza ignoranței limbii și obiceiurilor pământenilor, învie o căprioară moartă și dă peste câteva conflicte. La început, Jenny crede că extraterestrul a răpit-o. În cele din urmă, ea are sentimente calde pentru extraterestrul aflat în corpul soțului ei. O legătură romantică apare între ei și, în ciuda infertilității sale, Jenny rămâne însărcinată.
După ce l-a salvat pe extraterestru de câteva ori din mâinile polițiștilor care aproape l-au prins, Jenny îl duce în siguranță pe extraterestru la locul de plecare. El o părăsește, dar lasă cunoștințele și genele soțului ei băiatului ei nenăscut.

## Actori
- Jeff Bridges este Starman/Scott Hayden
- Karen Allen este Jenny Hayden
- Charles Martin Smith este Mark Shermin
- Richard Jaeckel este George Fox
- Robert Phalen este Major Bell
- Tony Edwards este Sergeant Lemon
- John Walter Davis este Brad Heinmuller
- Ted White este Deer Hunter
- Dirk Blocker este Cop #1
- M. C. Gainey este Cop #2
- George Buck Flower este Cook (ca Buck Flower)
- Ralph Cosham este Marine Lieutenant
- Lu Leonard este Roadhouse waitress
- Mickey Jones este truck driver

## Premii și nominalizări
Listele American Film Institute
- AFI's 100 Years...100 Passions - nominalizat[1]
- AFI's 10 Top 10 - nominalizat Film Science Fiction[2]

## Coloana sonoră
Coloana sonoră la Starman a apărut la 14 decembrie 1984.
1. Jenny Shot - Jack Nitzche
2. Here Come the Helicopters - Jack Nitzche
3. Honeymoon - Jack Nitzche
4. Road Block - Jack Nitzche
5. Do You Have Somebody? - Jack Nitzche
6. Pickup Truck - Jack Nitzche
7. What's It Like up There? - Jack Nitzche
8. All I Have to Do Is Dream - Karen Allen, Jeff Bridges
9. Lifting Ship - Jack Nitzche
10. I Gave You a Baby - Jack Nitzche
11. Morning Military - Jack Nitzche
12. Define Love - Jack Nitzche
13. Balls - Jack Nitzche
14. Starman Leaves (End Title) - Jack Nitzche